# Institut national des langues et civilisations orientales
Institut national des langues et civilisations orientales (INALCO) är ett franskt universitet som specialiserat sig på att undervisa i världens språk och kulturer. Undervisningen täcker språken i Centraleuropa, Afrika, Asien, Amerika och Oceanien.

## Kända akademiker
- Maria Laura av Belgien, belgisk prinsessa
- Germaine Tillion, fransk etnolog